# 滋賀県立長浜高等学校
滋賀県立長浜高等学校（しがけんりつながはまこうとうがっこう）とは、滋賀県長浜市にかつて存在した県立の高等学校。

## 設置学科
- 普通科
- 福祉科

## 沿革
- 1976年（昭和51年）4月1日 - 開校。全日制課程普通科を設置。
- 1995年（平成7年）4月1日 - 福祉科を設置。
- 2006年（平成18年）4月1日 - 滋賀県立長浜高等養護学校を併設。
- 2016年（平成28年）4月 - 滋賀県立高等学校再編計画により滋賀県立長浜北高等学校と統合され、（新校）滋賀県立長浜北高等学校が開校[1]。長浜高等学校は長浜市平方町から長浜北高等学校の場所へ移転。福祉科を廃止[2]。従前からの在校生は長浜高等学校にそのまま在籍する[3]。
- 2018年（平成30年）3月 - 閉校式[4]。

## 教育方針
1. 生徒一人ひとりを尊重する教育の実践
2. 自主的、自発的な学習態度の確立
3. 強靱な身体の育成と安全教育の徹底
4. 個を活かす進路指導の充実と実践
5. 社会的な資質・態度の育成と良き校風と伝統の樹立
6. 地域社会に根ざす福祉教育の実践

## 部活動
1984年に、全国高等学校総合体育大会陸上競技大会（インターハイ）で、女子総合優勝の実績がある。

## 交通
- 西日本旅客鉄道北陸本線：長浜駅

## 著名な卒業生
- 上田慎一郎（映画監督）